# Клирон
Клиро́н (фр. Cliron) — коммуна во Франции, находится в регионе Шампань — Арденны. Департамент — Арденны. Входит в состав кантона Ранве. Округ коммуны — Шарлевиль-Мезьер.
Код INSEE коммуны — 08125.
Коммуна расположена приблизительно в 195 км к северо-востоку от Парижа, в 100 км севернее Шалон-ан-Шампани, в 9 км к северо-западу от Шарлевиль-Мезьера.

## Население
Население коммуны на 2008 год составляло 293 человека.
| 1962 | 1968 | 1975 | 1982 | 1990 | 1999 | 2008 |
| ---- | ---- | ---- | ---- | ---- | ---- | ---- |
| 171  | 187  | 186  | 267  | 265  | 280  | 293  |

## Экономика
В 1978 году под руководством торгово-промышленной палаты Арденн и генерального совета Арденн была создана промышленная зона «Турн / Клирон», где в июне 2008 года был запущен проект Ardennes Émeraude.
В 2007 году среди 216 человек в трудоспособном возрасте (15—64 лет) 160 были экономически активными, 56 — неактивными (показатель активности — 74,1 %, в 1999 году было 75,0 %). Из 160 активных работали 146 человек (76 мужчин и 70 женщин), безработных было 14 (8 мужчин и 6 женщин). Среди 56 неактивных 15 человек были учениками или студентами, 27 — пенсионерами, 14 были неактивными по другим причинам.

## Достопримечательности
- Церковь Сен-Мартен[фр.] (1557 год). Исторический памятник с 1927 года.[4]

## Фотогалерея

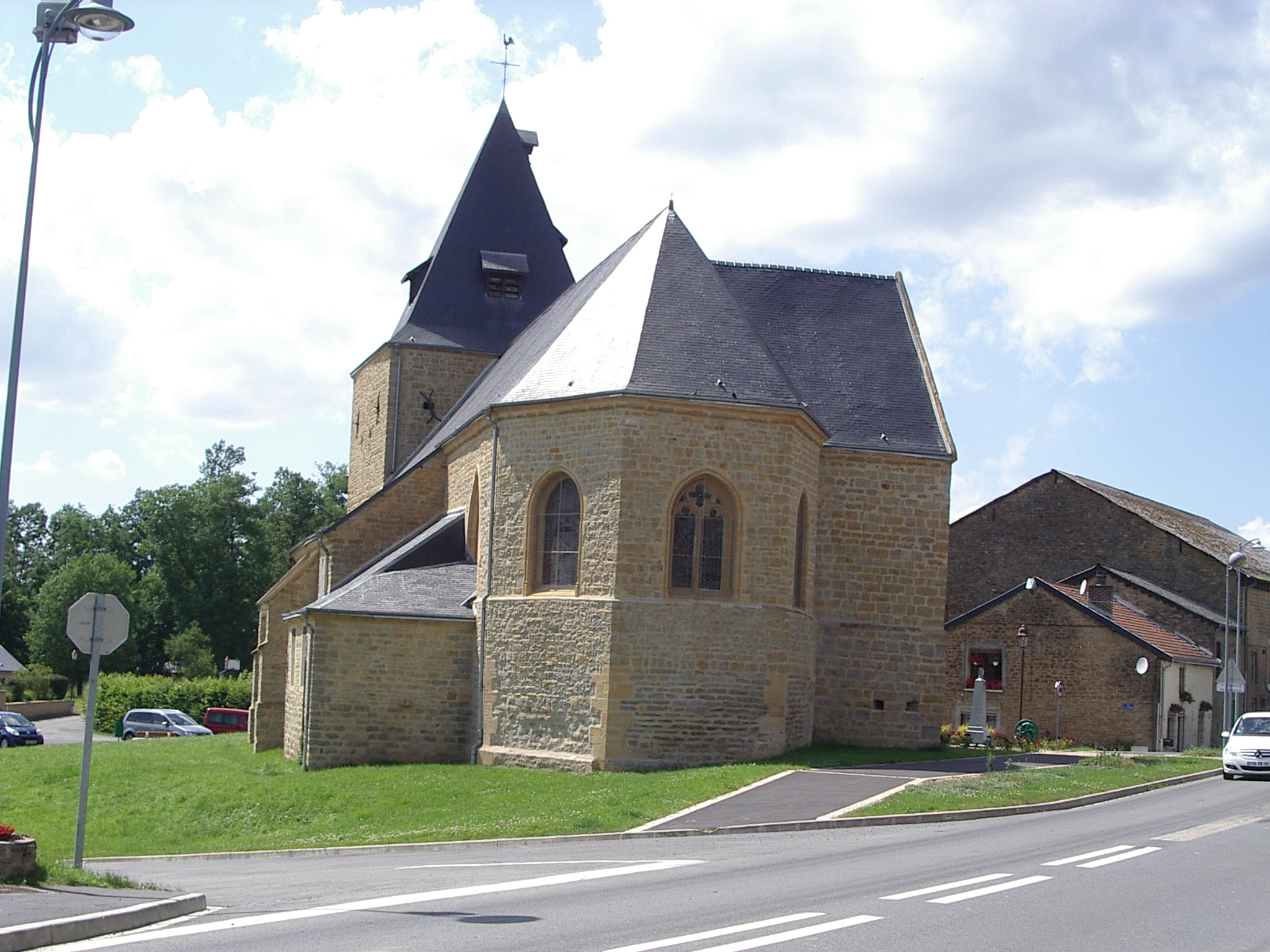
Церковь Сен-Мартен
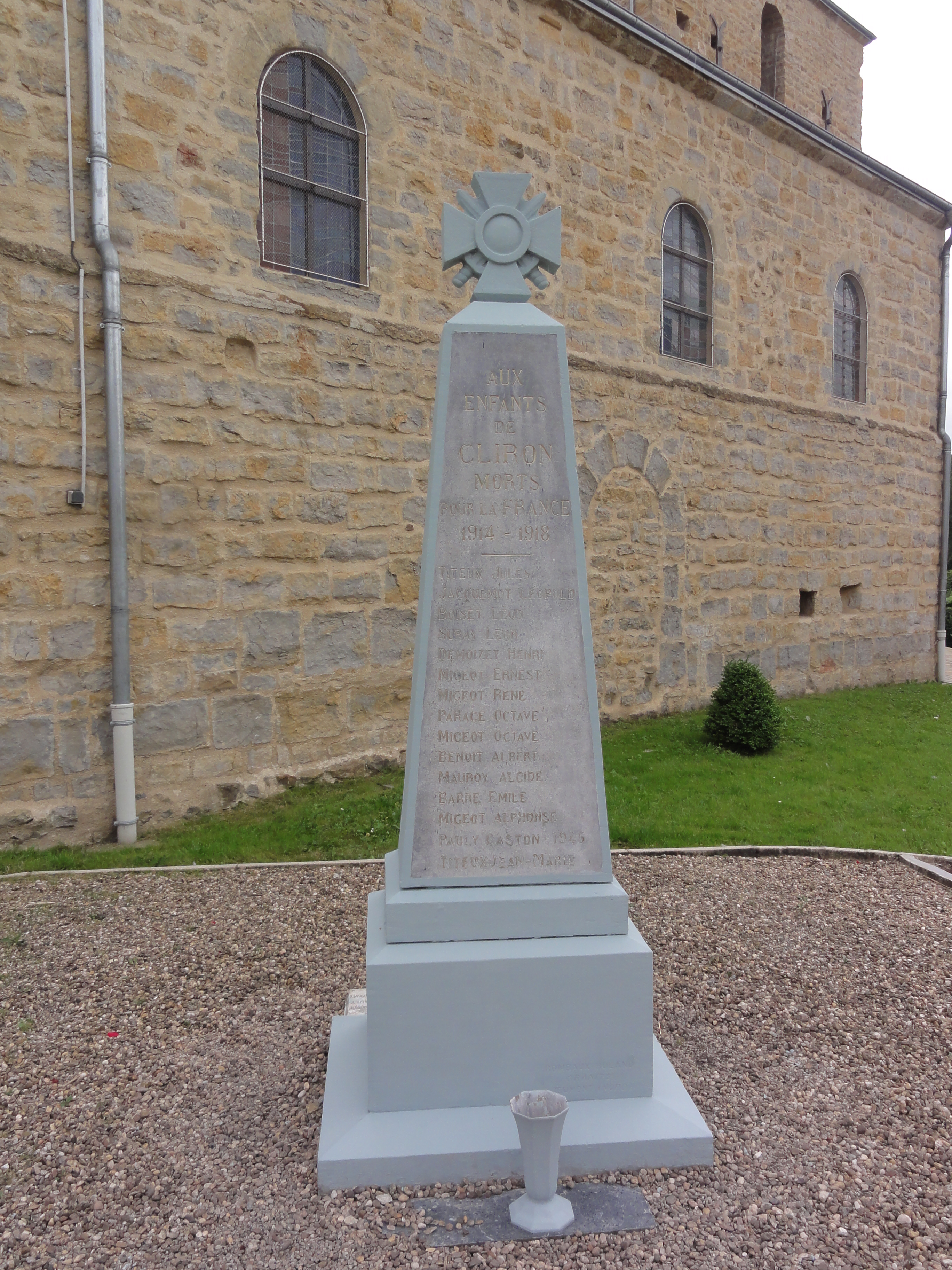
Памятник погибшим в Первой мировой войне
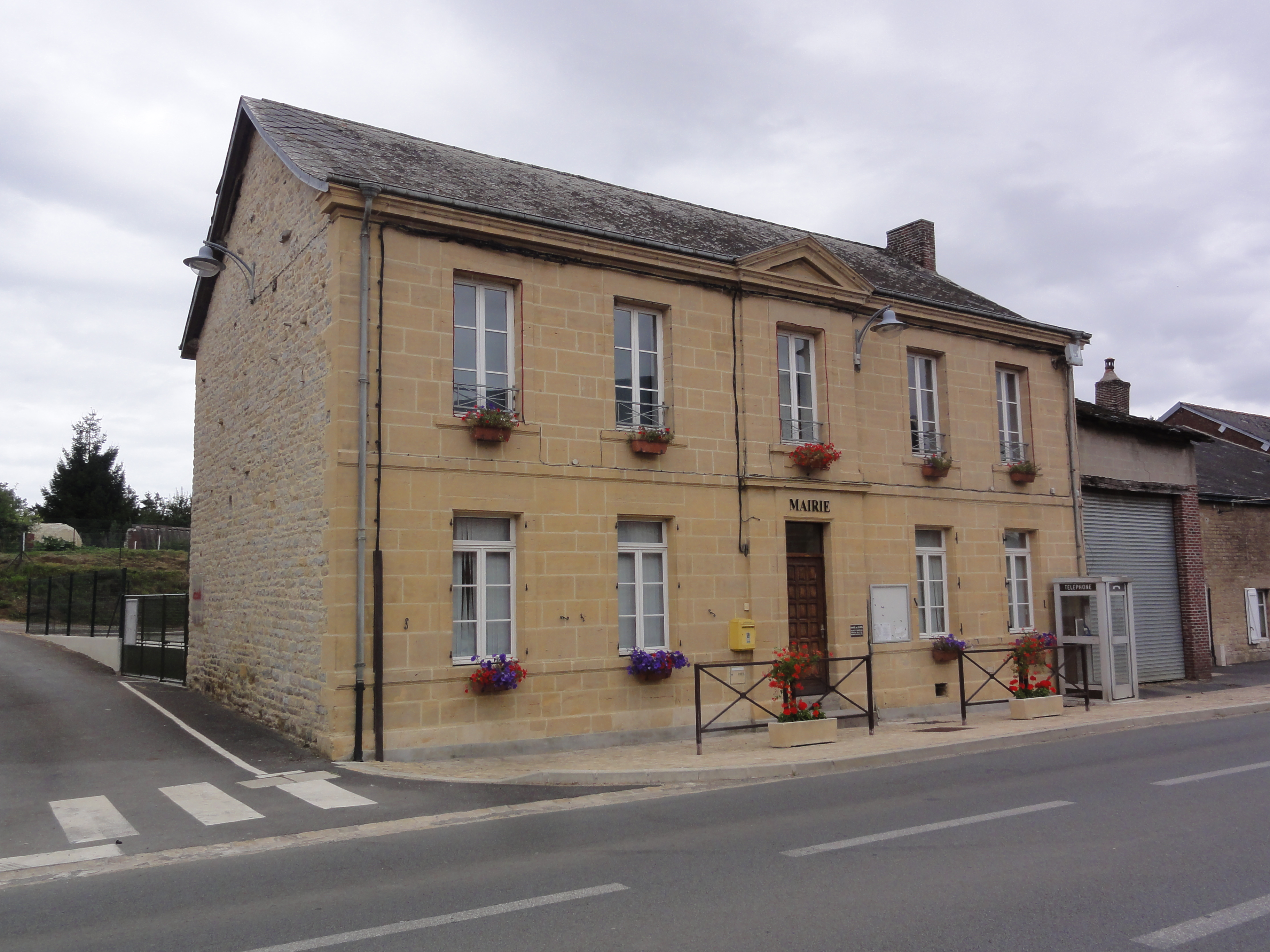
Мэрия